# Кайунга
Кайунга (англ. Kayunga) — город в Центральном регионе Уганды. Это главный муниципальный, административный и торговый центр округа Кайунга.

## Расположение
Кайунга находится примерно в 72 километрах к северо-востоку от Кампалы, столицы Уганды. Расстояние между ними можно преодолеть по асфальтированному шоссе, которое подходит для использования в любую погоду. Также Каюнга расположена в 49 километрах к северо-западу от Джинджи, второго по величине города Уганды. И до него тоже можно добраться по асфальтированной дороге, которая также подходит для использования в любую погоду. 
Город расположен на средней высоте 1063 метра над средним уровнем моря.

## Население
Согласно последней национальной переписи населения, которая проводилась в 2002 году, в городе Каюнга проживало примерно 19 800 человек.
В 2010 году Статистическое бюро Уганды (UBOS) оценило численность населения города в 23 100 человек. 
В середине 2011 года UBOS оценило численность населения в 23 600 человек.
В 2014 году, по данным национальной переписи населения, численность населения города составляла 26 588 человек.
В 2015 году UBOS оценило численность населения города Каюнга в 27 400 человек. 
В 2020 году агентство по переписи населения оценило численность населения в 30 000 человек. Из них 15 600 (52 процента) — женщины, а 14 400 (48 процентов) — мужчины.
По расчётам UBOS, в период с 2015 по 2020 год темпы роста населения Каюнги в среднем составляли 1,8 процента в год.
| Год  | Нас.   | ±%     |
| ---- | ------ | ------ |
| 2002 | 19.800 | —      |
| 2010 | 23,100 | +16.7% |
| 2011 | 23,600 | +2.2%  |
| 2014 | 26,588 | +12.7% |
| 2015 | 27,400 | +3.1%  |
| 2020 | 30,000 | +9.5%  |

## Здания города
В черте города или в непосредственной близости от него расположены следующие объекты: В центре города находятся здания городского совета Кайунги и администрации округа Кайунга. Здесь же расположены главный офис Ассоциации журналистов Кайунги
и штаб-квартира Сельскохозяйственной инициативы по развитию и расширению прав и возможностей (RIDE-Уганда), а также Центральный рынок Каюнги. В центре города находится региональная больница Кайунги на 200 коек. В период с 2018 по 2021 год была проведена реконструкция и расширение больницы, стоимость которых составила 70 миллиардов долларов США (около 20 миллионов долларов США на тот момент). Южная часть дороги Кайунга — Галирая находится в центре города. Западная часть дороги Кайунга — Бусиа — Набуганьи также проходит через Кайунга. В 21 километре к северо-востоку от города Кайунга расположена гидроэлектростанция Исимба мощностью 183 мегаватта.